# Великое тригонометрическое исследование
Великое тригонометрическое исследование (англ. Great Trigonometrical Survey) — геодезическое исследование, проводимое «Топографией Индии» (англ. Survey of India) на протяжении большей части XIX века. Руководил исследованием сначала Уильям Ламбтон (англ. William Lambton), потом Джордж Эверест. Среди множества достижений в ходе этого проекта, можно отметить демаркацию британских территорий в Индии и замеры высоты вершин гор в Гималаях, включая Джомолунгму, Чогори (К2) и Канченджангу. Великое тригонометрическое исследование имело огромное научное значение. В ходе его было проведено первое в истории точное измерение длины дуги долготы и измерение уклонения отвесной линии.

## История
Великое тригонометрическое исследование Индии началось 10 апреля 1802 года с измерений геодезического базиса вблизи Мадраса (ныне Ченнаи). Майор Ламбтон выбрал плоские равнины, к северу от которых расположен Холм св. Фомы (англ. St. Thomas Mount), а к югу – возвышенность Перумбаук (Perumbauk). Длина этой базисной линии составила 12,1 км. Лейтенант Катер (англ. Kater) был послан, чтобы найти наиболее подходящие точки на холмах на западе, с которых было бы видно морское побережье у Тлашери (англ. Thalassery (Tellicherry)) и Каннура. Для этой цели были выбраны высокие холмы Эзхимала (англ. Ezhimala Hill or Mount Delly) и Тадиандамол (англ. Tadiandamol). Расстояние от берега до берега составило 580 км, и исследование этой береговой линии было завершено в 1806 году. «Британская Ост-Индская компания» планировала, что всё исследование займёт около пяти лет, но, вопреки ожиданиям, оно затянулось более чем на 60 лет, продолжалось и после восстания сипаев 1857 года, и после окончания периода правления Ост-Индской компании в Индии (1757–1858) (англ. Company rule in India). Геодезисты не смогли провести триангуляцию всей территории Индии, а вместо этого построили триангуляционные цепочки с севера на юг и с запада на восток. Временами количество участников этой геодезической экспедиции доходило до 700 человек.

## Замеры базиса
Первоначальные измерения местоположения и высоты геодезического базисы делались с наибольшей точностью, возможной в те времена, поскольку точность всех последующих геодезических измерений критически зависела от них. При расчётах применялись различные поправки, особенно на температуру. Особенно точно промерялась любая складчатость на плоских равнинах, где были точки, лежащие постоянно в тени и менее подверженные тепловому расширению.

## Поправки
Для достижения наибольшей точности, ко всем расстояниям, полученным из тригонометрии, применялись поправки на:
- отличия фигуры Земли от сферы;
- гравитационные аномалии: влияние притяжения горных массивов на маятник и линию отвеса;
- атмосферную рефракцию;
- высоту над уровнем моря.

## Руководители
В разные годы экспедицию возглавляли:
- 1818-1823 — Уильям Ламбтон (англ. William Lambton);
- 1823-1843 — Джордж Эверест (англ. George Everest);
- 1843-1861 — Эндрю Скотт Во (англ. Andrew Scott Waugh);
- 1861-1884 — Джеймс Томас Уокер (англ. James Thomas Walker);
- 1885-1911 — Сидни Джеральд Буррард (англ. Sidney Gerald Burrard);
- 1912-1921 — Джеральд Понснби Ленокс-Конингхам (англ. Gerald Ponsonby Lenox-Conyngham).

## Список литературы
- Matthew Edney. 1997. Mapping an Empire. Chicago: University of Chicago Press. ISBN 0-226-18488-9.
- John Keay. 2000. The Great Arc. London: Harper Collins. ISBN 0-00-257062-9.

## Внешние ссылки
- The Great Trigonometrical Survey of India in a Historical Perspective by Rama Deb Roy (англ.)